# چه کسی اکنون می‌خندد؟
«چه کسی اکنون می‌خندد؟» (به انگلیسی: Who's Laughing Now?) ترانه ای از خواننده آمریکایی ایوا مکس است که در سال ۲۰۲۰ از طریق آتلانتیک رکوردز به عنوان سومین تک آهنگ از آلبوم استودیوی خود منتشر خواهدشد. این یک ترانه دنس پاپ است.

## زمینه
در تاریخ ۲۸ مه ۲۰۲۰، این خواننده کلیپ کوتاهی را در رسانه‌های اجتماعی خود با امضای Max Cut در آتش در مرکز و یک عکس نزدیک از خودش منتشر کرد و از طرفدارانش پرسید «فکر می‌کنی بعدی چیست؟». روز بعد، وی رسماً این ترانه را اعلام کرد و همزمان تاریخ انتشار و پوشش ترانه را نیز فاش کرد.